# Penicillium italicum
Espèce
Synonymes
Selon CABI :
- Penicillium digitatum var. latum S. Abe
- Penicillium japonicum G. Sm.
- Penicillium ventruosum Westling

Penicillium italicum, la moisissure bleue ou pourriture bleue des agrumes , est une espèce de champignons ascomycètes de la famille des Trichocomaceae à répartition quasi-cosmopolite, c'est-à-dire qu'il est répandu dans toutes les grandes régions agrumicoles du monde.
C'est un champignon phytopathogène, agent de pourriture des fruits, surtout les agrumes. Il est connu comme étant la « pourriture bleue » des oranges et citrons chez lesquels il est très fréquemment associé à Penicillium digitatum.

## Symptômes
Penicillium italicum attaque les fruits, principalement après la récolte. Il se manifeste d'abord par l'apparition d'une zone  molle imbibée d'eau sur la peau, suivie du développement d'une colonie circulaire de moisissure blanche  qui amorce une pourriture destructrice des fruits atteints. Des conidies (spores asexuées) bleutées se forment au centre de la colonie, entourées d'une large bande de mycélium blanc. Les lésions, entourées d'un halo de tissu décoloré imbibé d'eau se propagent ensuite, mais plus lentement que celles causées par Penicillium  digitatum. Le fruit se gâte et s'effondre rapidement, la sporulation se produisant parfois à l'intérieur.

## Plantes-hôtes
Les principales plantes-hôtes de ce champignon sont les espèces du genre Citrus (agrumes), notamment : Citrus aurantium (bigaradier), Citrus bergamia (bergamotier), Citrus limon (citronnier), Citrus maxima (pamplemoussier), Citrus nobilis (tangor), Citrus reticulata (mandarinier), Citrus sinensis (oranger), Citrus ×paradisi (pomélo). 
Mais ce champignon est susceptible d'affecter de nombreuses autres espèces végétales, dont divers légumes de grande importance économique tels que l'oignon (Allium cepa) et l'ail (Allium sativum), le concombre (Cucumis sativus) l'igname (Dioscorea sp.), le persil (Petroselinum crispum), les haricots (Phaseolus sp.), la tomate (Solanum lycopersicum) et des fruits tels que les noix (Juglans) ou le raisin (Vitis).

## Variétés
Selon NCBI (27 décembre 2020) :
- Penicillium italicum var. avellaneum Samson & Y.Gutter